# Manlius Motor Company
Manlius Motor Company war ein US-amerikanischer Hersteller von Automobilen.

## Unternehmensgeschichte
G. A. Fowler, M. J. Topp und W. H. Topp gründeten das Unternehmen im Sommer 1909. Der Sitz war in Syracuse im US-Staat New York. Anderseits wird auch Manlius angegeben. Für das Modelljahr 1910 begann die Produktion von Automobilen. Der Markenname lautete Manlius. 1910 endete die Produktion.

## Fahrzeuge
Das kleinere von zwei angebotenen Modellen hatte einen Zweizylindermotor mit 12 PS Leistung. Die Motorleistung wurde über ein Planetengetriebe und eine Kardanwelle an die Hinterachse übertragen. Das Fahrgestell hatte 218 cm Radstand. Der Aufbau war ein Runabout.
Das andere Modell hatte einen Vierzylindermotor mit 28 PS Leistung, ein gewöhnliches Getriebe und ebenfalls Kardanantrieb. Der Radstand betrug 274 cm. Der offene Roadster bot Platz für zwei Personen.